# هارولد كيث جونسون
هارولد كيث «جوني» جونسون (بالإنجليزية: Harold Keith Johnson)‏ (22 فبراير 1912 - 24 سبتمبر 1983) كان رئيس أركان جيش الولايات المتحدة بين عامي 1964-1968.

## روابط خارجية
- هارولد كيث جونسون على موقع الموسوعة البريطانية (الإنجليزية)
- هارولد كيث جونسون على موقع مونزينجر (الألمانية)

- الفيلم القصير STAFF FILM REPORT 66-18A (1966) متوفر للتحميل من موقع أرشيف الإنترنت [المزيد]
- الفيلم القصير STAFF FILM REPORT 66-19A (1966) متوفر للتحميل من موقع أرشيف الإنترنت [المزيد]
- الفيلم القصير STAFF FILM REPORT 66-27A (1966) متوفر للتحميل من موقع أرشيف الإنترنت [المزيد]
- Thunderbolt by Lewis Sorley ISBN 0-671-70115-0
- Four Stars by Mark Perry ISBN 0-395-42923-4
- Army biography in Commanding Generals and Chiefs of Staff a publication of the مركز التاريخ العسكري لجيش الولايات المتحدة
- "هارولد كيث جونسون". فايند أغريف. اطلع عليه بتاريخ 2008-07-13.
- Harold K. Johnson Collection US Army Heritage and Education Center, Carlisle, Pennsylvania